# Hopman Cup 2007
Der Hopman Cup 2007 war die 19. Ausgabe des Tennisturniers im australischen Perth. Er wurde vom 30. Dezember 2006 bis zum 5. Januar 2007 ausgetragen.
Im Finale gewann das an Position eins gesetzte Team in Person von Nadja Petrowa und Dmitri Tursunow aus Russland mit 2:0 gegen das an zwei gesetzte Team Anabel Medina Garrigues und Tommy Robredo aus Spanien.

## Teilnehmer und Gruppeneinteilung
| Nation                 | Teilnehmer                           |
| ---------------------- | ------------------------------------ |
| Russland (1)           | Nadja Petrowa und Dmitri Tursunow    |
| Vereinigte Staaten (4) | Ashley Harkleroad und Mardy Fish     |
| Australien             | Alicia Molik und Mark Philippoussis* |
| Frankreich             | Tatiana Golovin und Jérôme Haehnel   |

| Nation         | Teilnehmer                                |
| -------------- | ----------------------------------------- |
| Spanien (2)    | Anabel Medina Garrigues und Tommy Robredo |
| Tschechien (3) | Lucie Šafářová und Tomáš Berdych          |
| Kroatien       | Sanja Ančić und Mario Ančić               |
| Indien         | Sania Mirza und Rohan Bopanna             |

* Mark Philippoussis konnte gegen die Vereinigten Staaten wegen einer Verletzung nicht antreten und wurde durch Nathan Healey ersetzt.

## Spielplan

### Tabelle
| Pos. | Land               | Gewonnen | Verloren | Spiele | Sätze |
| ---- | ------------------ | -------- | -------- | ------ | ----- |
| 1.   | Russland           | 2        | 1        | 6–3    | 13–6  |
| 2.   | Frankreich         | 2        | 1        | 5–4    | 10–10 |
| 3.   | Australien         | 2        | 1        | 4–5    | 8–12  |
| 4.   | Vereinigte Staaten | 0        | 3        | 3–6    | 9–12  |

| Pos. | Land       | Gewonnen | Verloren | Spiele | Sätze |
| ---- | ---------- | -------- | -------- | ------ | ----- |
| 1.   | Spanien    | 2        | 1        | 6–3    | 14–8  |
| 2.   | Indien     | 2        | 1        | 5–4    | 11–11 |
| 3.   | Tschechien | 1        | 2        | 4–5    | 9–11  |
| 4.   | Kroatien   | 1        | 2        | 3–6    | 8–12  |

| Abschnitt | Datum             | Team 1     | Team 2             | Ergebnis |
| --------- | ----------------- | ---------- | ------------------ | -------- |
| Vorrunde  | 30. Dezember 2006 | Australien | Russland           | 2:1      |
| Vorrunde  | 30. Dezember 2006 | Frankreich | Vereinigte Staaten | 2:1      |
| Vorrunde  | 31. Dezember 2006 | Indien     | Tschechien         | 2:1      |
| Vorrunde  | 1. Januar 2007    | Spanien    | Kroatien           | 3:0      |
| Vorrunde  | 2. Januar 2007    | Russland   | Vereinigte Staaten | 2:1      |
| Vorrunde  | 2. Januar 2007    | Frankreich | Australien         | 3:0      |
| Vorrunde  | 3. Januar 2007    | Spanien    | Tschechien         | 1:2      |
| Vorrunde  | 3. Januar 2007    | Kroatien   | Indien             | 1:2      |
| Vorrunde  | 4. Januar 2007    | Frankreich | Russland           | 0:3      |
| Vorrunde  | 4. Januar 2007    | Australien | Vereinigte Staaten | 2:1      |
| Vorrunde  | 4. Januar 2007    | Spanien    | Indien             | 2:1      |
| Vorrunde  | 4. Januar 2007    | Tschechien | Kroatien           | 1:2      |
| Finale    | 5. Januar 2007    | Russland   | Spanien            | 2:0      |

## Ergebnisse
| Datum             | Team 1     | Team 2             | Ergebnis | Spiel        | Spieler 1                 | Spieler 2                 | Resultat          |
| ----------------- | ---------- | ------------------ | -------- | ------------ | ------------------------- | ------------------------- | ----------------- |
| 30. Dezember 2006 | Australien | Russland           | 2:1      | Dameneinzel  | Alicia Molik              | Nadja Petrowa             | 6:2, 2:6, 6:2     |
| 30. Dezember 2006 | Australien | Russland           | 2:1      | Herreneinzel | Mark Philippoussis        | Dmitri Tursunow           | 6:4, 7:60         |
| 30. Dezember 2006 | Australien | Russland           | 2:1      | Mixed        | Molik, Philippoussis      | Petrowa, Tursunow         | 6:7, 1:6          |
| 30. Dezember 2006 | Frankreich | Vereinigte Staaten | 2:1      | Dameneinzel  | Tatiana Golovin           | Ashley Harkleroad         | 6:3, 4:6, 6:2     |
| 30. Dezember 2006 | Frankreich | Vereinigte Staaten | 2:1      | Herreneinzel | Jérôme Haehnel            | Mardy Fish                | 7:5, 4:6, 7:64    |
| 30. Dezember 2006 | Frankreich | Vereinigte Staaten | 2:1      | Mixed        | Golovin, Haehnel          | Harkleroad, Fish          | w.o.              |
| 31. Dezember 2006 | Indien     | Tschechien         | 2:1      | Dameneinzel  | Sania Mirza               | Lucie Šafářová            | 6:2, 6:2          |
| 31. Dezember 2006 | Indien     | Tschechien         | 2:1      | Herreneinzel | Rohan Bopanna             | Tomáš Berdych             | 2:6, 2:6          |
| 31. Dezember 2006 | Indien     | Tschechien         | 2:1      | Mixed        | Mirza, Bopanna            | Šafářová, Berdych         | 6:3, 5:7, 7:65    |
| 1. Januar 2007    | Spanien    | Kroatien           | 3:0      | Dameneinzel  | Anabel Medina Garrigues   | Sanja Ančić               | 6:3, 6:1          |
| 1. Januar 2007    | Spanien    | Kroatien           | 3:0      | Herreneinzel | Tommy Robredo             | Mario Ančić               | 3:6, 7:5, 6:3     |
| 1. Januar 2007    | Spanien    | Kroatien           | 3:0      | Mixed        | Medina Garrigues, Robredo | Ančić, Ančić              | 6:4, 6:2          |
| 2. Januar 2007    | Russland   | Vereinigte Staaten | 2:1      | Dameneinzel  | Nadja Petrowa             | Ashley Harkleroad         | 6.3, 6:0          |
| 2. Januar 2007    | Russland   | Vereinigte Staaten | 2:1      | Herreneinzel | Dmitri Tursunow           | Mardy Fish                | 1:6, 4:6          |
| 2. Januar 2007    | Russland   | Vereinigte Staaten | 2:1      | Mixed        | Petrowa, Tursunow         | Harkleroad, Fish          | 6:3, 7:5          |
| 2. Januar 2007    | Frankreich | Australien         | 3:0      | Dameneinzel  | Tatiana Golovin           | Alicia Molik              | 7.5, 6:2          |
| 2. Januar 2007    | Frankreich | Australien         | 3:0      | Herreneinzel | Jérôme Haehnel            | Mark Philippoussis        | 4:1, Aufgabe      |
| 2. Januar 2007    | Frankreich | Australien         | 3:0      | Mixed        | Golovin, Haehnel          | Molik, Philippoussis      | w.o.              |
| 3. Januar 2007    | Spanien    | Tschechien         | 1:2      | Dameneinzel  | Anabel Medina Garrigues   | Lucie Šafářová            | 6:4, 4:6, 4:6     |
| 3. Januar 2007    | Spanien    | Tschechien         | 1:2      | Herreneinzel | Tommy Robredo             | Tomáš Berdych             | 5.7, 1:6          |
| 3. Januar 2007    | Spanien    | Tschechien         | 1:2      | Mixed        | Medina Garrigues, Robredo | Šafářová, Berdych         | 7:5, 6:2          |
| 3. Januar 2007    | Kroatien   | Indien             | 1:2      | Dameneinzel  | Sanja Ančić               | Sania Mirza               | 2:6, 3:6          |
| 3. Januar 2007    | Kroatien   | Indien             | 1:2      | Herreneinzel | Mario Ančić               | Rohan Bopanna             | 7:62, 7:64        |
| 3. Januar 2007    | Kroatien   | Indien             | 1:2      | Mixed        | Ančić, Ančić              | Mirza, Bopanna            | 6:3, 3:6, 69:7    |
| 4. Januar 2007    | Frankreich | Russland           | 0:3      | Dameneinzel  | Tatiana Golovin           | Nadja Petrowa             | 62:7, 0:6         |
| 4. Januar 2007    | Frankreich | Russland           | 0:3      | Herreneinzel | Jérôme Haehnel            | Dmitri Tursunow           | 1:6, 4:6          |
| 4. Januar 2007    | Frankreich | Russland           | 0:3      | Mixed        | Golovin, Haehnel          | Petrowa, Tursunow         | 4:6, 2:6          |
| 4. Januar 2007    | Australien | Vereinigte Staaten | 2:1      | Dameneinzel  | Alicia Molik              | Ashley Harkleroad         | 3:6, 6:4, 6:4     |
| 4. Januar 2007    | Australien | Vereinigte Staaten | 2:1      | Herreneinzel | Nathan Healey             | Mardy Fish                | 5:7, 5:7          |
| 4. Januar 2007    | Australien | Vereinigte Staaten | 2:1      | Mixed        | Molik, Healey             | Harkleroad, Fish          | 6:4, 7:5          |
| 4. Januar 2007    | Spanien    | Indien             | 2:1      | Dameneinzel  | Anabel Medina Garrigues   | Sania Mirza               | 3:6, 6:1, 6:3     |
| 4. Januar 2007    | Spanien    | Indien             | 2:1      | Herreneinzel | Tommy Robredo             | Rohan Bopanna             | 6:2, 6:3          |
| 4. Januar 2007    | Spanien    | Indien             | 2:1      | Mixed        | Medina Garrigues, Robredo | Mirza, Bopanna            | 7:65, 2:6, 69:7   |
| 4. Januar 2007    | Tschechien | Kroatien           | 1:2      | Dameneinzel  | Lucie Šafářová            | Sanja Ančić               | 6:4, 6:3          |
| 4. Januar 2007    | Tschechien | Kroatien           | 1:2      | Herreneinzel | Tomáš Berdych             | Mario Ančić               | 62:7, 4:6         |
| 4. Januar 2007    | Tschechien | Kroatien           | 1:2      | Mixed        | Šafářová, Berdych         | Ančić, Ančić              | w.o.              |
| 5. Januar 2007    | Russland   | Spanien            | 2:0      | Dameneinzel  | Nadja Petrowa             | Anabel Medina Garrigues   | 6:0, 6:4          |
| 5. Januar 2007    | Russland   | Spanien            | 2:0      | Herreneinzel | Dmitri Tursunow           | Tommy Robredo             | 6:4, 7:5          |
| 5. Januar 2007    | Russland   | Spanien            | 2:0      | Mixed        | Petrowa, Tursunow         | Medina Garrigues, Robredo | nicht ausgetragen |